# 陽光先生
《陽光先生》（韓語：미스터 션샤인），為韓國tvN於2018年7月7日播出的週末連續劇，由《太陽的後裔》、《孤單又燦爛的神—鬼怪》的李應福導演與金銀淑作家三度合作打造。此劇以日本殖民統治之前的1902-1907年為時間軸，講述了辛未洋擾時期，乘坐軍艦來到美國的少年以美國軍人身份重返拋棄自己的祖國朝鮮後，邂逅朝鮮精神支柱，兩班世家的大家閨秀，兩人墜入愛河的故事。
《陽光先生》首播8.852%（AGB全國），為tvN連續劇首播收視紀錄第二名。全劇平均收視12.955%，創下tvN及韓國有線台電視劇最高全劇平均收視，本劇第24集結局平均收視率高達18.129%（AGB全國），成為tvN戲劇最高收視紀錄第4名，亦是2018年tvN的戲劇收視冠軍。
Netflix自2018年7月7日起于全球上线。

## 演員陣容

### 主要人物
| 演員                                     | 角色              | 介紹 |
| 李炳憲 （童年：金康勳） （少年：全眞㥠） | 崔宥鎮            | 奴隸之子，美國海軍陸戰隊上尉軍官 在辛未洋擾時期偷渡前往美國的孩子，經歷漫長的歲月後以美軍的身份重返祖國朝鮮。崔宥镇出身在奴隸家庭，背負著黑暗的過去，離開朝鮮30年後以美國海軍軍官的身份被派回祖國朝鮮。代表美國領事工作的他，入住由工藤陽花經營的酒店，在一次暗殺美國外交顧問的任務中，遇上了高愛信，展開了切不斷的情緣。                                |
| 李炳憲 （童年：金康勳） （少年：全眞㥠） | 崔尤金Eugene Choi | 奴隸之子，美國海軍陸戰隊上尉軍官 在辛未洋擾時期偷渡前往美國的孩子，經歷漫長的歲月後以美軍的身份重返祖國朝鮮。崔宥镇出身在奴隸家庭，背負著黑暗的過去，離開朝鮮30年後以美國海軍軍官的身份被派回祖國朝鮮。代表美國領事工作的他，入住由工藤陽花經營的酒店，在一次暗殺美國外交顧問的任務中，遇上了高愛信，展開了切不斷的情緣。                                |
| 金泰梨 （少年：許廷恩）                  | 高愛信            | 高氏貴族之女，義兵 朝鮮精神支柱—高氏家門的最後血脈，兩班世家的大家閨秀。無法忍受朝鮮淪落外人之手，試圖用她的力量改變時局。喜歡崔宥鎮。 |
| 柳演錫 （少年：崔民英）                  | 具東魅            | 白丁之子，武臣會漢城支部首領 武臣會分區首領，朝鮮百姓都恐懼的浪人。是朝鮮屠夫的兒子，為擺脫白丁的身份而活，逃離祖國前往日本想要展開全新人生的悲慘角色。喜歡高愛信。 |
| 柳演錫 （少年：崔民英）                  | 石田 翔           | 白丁之子，武臣會漢城支部首領 武臣會分區首領，朝鮮百姓都恐懼的浪人。是朝鮮屠夫的兒子，為擺脫白丁的身份而活，逃離祖國前往日本想要展開全新人生的悲慘角色。喜歡高愛信。 |
| 金玟廷                                   | 李陽花            | 李莞翼之女，榮光酒店老闆 朝鮮名字為李陽花，因親日派的父親而早早結婚後成為了工藤陽花。繼承日本丈夫的巨大遺產，榮光酒店（英：Glory Hotel）的社長，高傲又堅強的她，文案是「勇猛的時代，也有刀砍不到的東西，像是孤獨、熾熱的心」。靠著尋找母親下落而活的獨身者，擁有靈光的智慧、銳利的舌頭，精通多國語言和西洋劍術的她，是漢城消息最靈通的女人，喜歡具東魅。 |
| 金玟廷                                   | 工藤 陽花         | 李莞翼之女，榮光酒店老闆 朝鮮名字為李陽花，因親日派的父親而早早結婚後成為了工藤陽花。繼承日本丈夫的巨大遺產，榮光酒店（英：Glory Hotel）的社長，高傲又堅強的她，文案是「勇猛的時代，也有刀砍不到的東西，像是孤獨、熾熱的心」。靠著尋找母親下落而活的獨身者，擁有靈光的智慧、銳利的舌頭，精通多國語言和西洋劍術的她，是漢城消息最靈通的女人，喜歡具東魅。 |
| 卞約漢                                   | 金熙星            | 金家獨子，愛信未婚夫 出生在朝鮮僅次於皇帝最有錢的家庭——金家。在日留學10年後回到朝鮮，留學前就與高愛信有婚約，喜歡高愛信，後在日植和春植的典當鋪裡租借一角，作為無名報社的根據地。 |

### 宥鎮周邊人物
| 演員          | 角色          | 介紹                                                                                              |
| 傑森·尼爾森   | 約瑟夫·史坦森 | 宥鎮9歲時，首次遇見的金髮藍眸商人，帶宥鎮到美國的傳教士，宥鎮視他為父親，最後被李莞翼派手下槍殺。 |
| 趙宇鎮        | 林寬秀        | 美國公使館的翻譯官，宥鎮的好友。                                                                  |
| 大衛·麥金尼斯 | 凱爾·摩爾     | 美國海軍少校，宥鎮的好友，為人正直、正義又幽默。                                                  |

### 愛信周邊人物
| 演員                    | 角色     | 介紹 |
| 崔武成 （少年：成宥彬） | 莊勝具   | 義兵、獵手，高愛信的射擊師傅，小時被黃殷山收養。辛未洋擾時期曾目睹父親保家衛國而戰死，後期成為朝鮮高宗的警衛總管。 |
| 金甲洙                  | 黃殷山   | 義兵會頭目，也是有名氣的陶瓷師傅。                                                                                 |
| 李豪宰                  | 高士弘   | 高愛信的祖父，長期提供義兵會金援，並請勝具教導愛信槍砲術。                                                         |
| 金娜雲                  | 趙氏夫人 | 高愛信的伯母，將愛信當成女兒撫養長大。                                                                             |
| 金重熙                  | 李德文   | 高愛純的丈夫，李莞翼的左右手。                                                                                     |
| 朴雅仁                  | 高愛純   | 高愛信的堂姊，沉迷賭場並喜歡打愛信的小報告，因為生不出小孩而常被丈夫冷言冷語。                                     |
| 李姃垠                  | 咸安氏   | 高愛信的家僕。 |
| 申正根                  | 行廊大叔 | 高愛信的家僕。 |

### 熙星周邊人物
| 演員                             | 角色   | 介紹                   |
| 金東均 （青年：李學周 特別出演） | 金安平 | 金熙星的父親，大地主。 |
| 金惠恩 （青年：朴知硏 特別出演） | 姜好善 | 金熙星的母親。         |

### 東魅周邊人物
| 演員   | 角色 | '介'紹                                                                             |
| 金容智 | 螢   | 只能通過書寫或手寫進行交流的啞巴，在日本時被具東邁救出的塔羅牌占卜師，喜歡具東魅。 |
| 尹柱萬 | 夕城 | 武臣會成員，東魅的右手。                                                           |

### 朝鮮皇室和官僚
| 演員                    | 角色       | 介紹                                                   |
| 李承俊 （少年：姜怡碩） | 朝鮮高宗   | 朝鮮君主、大韓帝國皇帝。                               |
| 崔鍾元                  | 興宣大院君 | 朝鮮高宗的父親。                                       |
| 姜信日                  | 李正炆     | 宮內府大臣。                                           |
| 崔鎮鎬                  | 李世勳     | 外部大臣。                                             |
| 金義聖                  | 李完用     | 親日派的朝鮮大臣，積極參與消滅大韓帝國並推動日韓合併。 |
| 金姝怜                  | 嚴氏       | 純獻皇貴妃，積極推廣女子學院。                         |

### 朝鮮人
| 演員                             | 角色       | 介紹                                                                                 |
| 金義聖                           | 李莞翼     | 親日派朝鮮人，李陽花（工藤陽花）的父親。為求目的，不擇手段的人，最後被高愛信所殺。   |
| 金義聖                           | 李家広明   | 親日派朝鮮人，李陽花（工藤陽花）的父親。為求目的，不擇手段的人，最後被高愛信所殺。   |
| 尹炳熙                           | 金鎔朱     | 義兵中的叛徒，在日本間接害死高愛信父母，後回朝鮮，繼續為李莞翼殺害多人。             |
| 趙宇振                           | 炯基       | 日本公使館的翻譯官。                                                                 |
| 金炳哲                           | 日植       | 年輕時是推奴，曾追捕小時的崔宥鎮，期後經營典當鋪。與翻譯官林寬秀長相相似常被誤認。   |
| 裴正南                           | 春植       | 年輕時是推奴，曾追捕小時的崔宥鎮，期後經營典當鋪。                                   |
| 池承炫                           | 宋英       | 義兵會的一員，是喜振的表哥、愛信的外舅。                                             |
| 林徹洙                           | 全承才     | 義兵會的一員。                                                                       |
| 李東勇                           | 尚福       | 義兵成員。                                                                           |
| 李淳元                           | 朴務傑     | 義兵成員，負責敲鐘的官員。                                                           |
| 徐有晶                           | 洪波       | 義兵成員，河岸邊小店老闆娘，最後被森隆史所殺並吊在橋上。                             |
| 吳雅妍                           | 小花       | 義兵會的情報員，小時被黃殷山收養，期後在日本人經營的酒館工作提供日本人情報給義兵會。 |
| 吳雅妍                           | 千惠子     | 義兵會的情報員，小時被黃殷山收養，期後在日本人經營的酒館工作提供日本人情報給義兵會。 |
| 禹碩振                           | 振國       | 義兵成員，潛伏在市井的人力車夫，亦是陽花的線人。                                     |
| 朴庸                             | 糖果小販   | 義兵成員，混跡世井為義兵團流通消息。                                                 |
| 金詩恩                           | 貴丹       | 工藤陽花的旅館女僕，最後因背叛陽花被殺。                                             |
| 朴寶美                           | 尹南靜     | 愛信小時候就認識的朋友，並教愛信英語。                                               |
| 申秀妍                           | 秀彌       | 與弟弟都彌同是前美國公使家僕，後在陽花的飯店工作。                                   |
| 高宇臨 （成年：金旻載 特別出演） | 都彌       | 秀彌的弟弟。受到崔宥鎮許多幫助，後在美國公使館做跑腿的工作。                         |
| 鄭敏雅                           | 妍珠       | 遭到滅門的貴族之女，俊英的姊姊。後成為針母來維生照顧兩個弟弟。                       |
| 張東潤                           | 俊英       | 武官學校的前朝鮮貴族少爺，以保護朝鮮為志向。                                         |
| 南昶熙                           | 西服店裁縫 | 替愛信縫製西裝的裁縫師，後加入義兵。                                                 |
| 尹瑟                             | 朴護士     | 在漢城醫院工作的護士，後加入義兵。                                                   |
| 李尚熙                           |            | 朝鮮人民。                                                                           |

### 日本人
| 演員   | 角色       | 介紹 |
| 鄭仁謙 | 林权助     | 日本駐朝鮮公使，致力推動日本第一銀行貨幣於漢城的日本租界域流通。該角並不完全信任李莞翼。                                     |
| 金南喜 | 森隆史     | 日軍大佐，宥鎮在美國的鄰居，刻意隱滿身份，待宥鎮在朝鮮跟他狹路相逢時才得悉他的真正身分，最後在東京被宥鎮所殺。               |
| 孔大維 | 佐佐木少校 | 森隆史的副官，在榮光酒店裡舉辦的日軍歡迎宴會與工藤 陽花發生衝突，在和她的對峙中被擊敗。                                      |
| 金剛日 | 松山洋介   | 日本醫師，最後被陽花所殺。                                                                                                   |
| 李正賢 | 津田 波    | 駐紮在朝鮮的日軍下士。 |
| 崔光濟 | 山田下士   | 駐紮在朝鮮的日軍下士。 |
| 李時勳 | 吉田剛     | 黃殷山的弟子，幫助義兵會在日本營救李正炆。                                                                                   |
| 金仁宇 | 伊藤博文   | 日本內閣總理大臣的政治巨頭，來到朝鮮，作為駐軍將軍，穩步推進日本的殖民化。此後，他以榮光酒店爆炸為藉口，加強了對朝鮮的壓迫。 |
| 尹大烈 | 長谷川好道 | 日本帝國陸軍大隊長兼朝鮮陸軍司令官。                                                                                         |

### 西方人
| 演員           | 角色          | 介紹 |
| Henny Savenije | 狄奧多·羅斯福 | 美國第26任總統，在第一集中命令尤金和凱爾前往朝鮮。                                                                                                   |
|                | 霍勒斯·艾伦   | 美國駐韓國大使。 |
|                | 羅根·泰勒     | 出生於1862年，在美國駐日本大使館工作，現任朝鮮外交顧問，作為親日派人士，他將各種情報販賣給日本。美國政府和朝鮮義兵決定分別通過崔尤金和高愛信刺殺他。 |
| Amy Aleha      | 泰勒夫人      | 羅根·泰勒的妻子，在羅根死後成為寡婦，因為表面上宣布殺害羅根的人是一名朝鮮義兵，所以她對朝鮮人抱有極差的印象，把朝鮮人當成了野人。                    |

### 特別出演
| 演員   | 角色     | 介紹                                                                           |
| 晉久   | 高相完   | 金喜振的丈夫，高愛信的父親，義兵，遭李莞翼殺害。                               |
| 金智媛 | 金喜振   | 高相完的妻子，高愛信的母親，義兵，遭李莞翼殺害。                               |
| 朴正民 | 安昌浩   | 義兵成員之一，高宗退位之後在美國念書。                                         |
| 李詩雅 |          | 崔宥鎮的母親，為保護宥鎮逃離不惜威脅熙星的母親。                               |
| 金應洙 | 金判書   | 金熙星的祖父，對待下人嚴苛不講人情。                                           |
| 林世美 |          | 具東魅的母親。                                                                 |
| 尹敬浩 |          | 勝具的父親。                                                                   |
| 朴修榮 | 黑田男爵 | 在平壤經營石礦場的日本商人，計畫在慶城站登上火車，簽署平壤小型煤礦項目的合同。 |
| 鄭熙泰 |          | 警察廳廳長。                                                                   |

## 原聲帶
- Part.1（發行日期：2018年7月8日）

| 曲序 | 曲目                                          | 演唱   | 时长 |
| ---- | --------------------------------------------- | ------ | ---- |
| 1.   | 那天 (Original Ver.)（그 날 (Original Ver.)） | 朴孝信 | 4:52 |

- Part.2（發行日期：2018年7月15日）

| 曲序 | 曲目                              | 演唱   | 时长 |
| ---- | --------------------------------- | ------ | ---- |
| 1.   | 悲傷前進（슬픈 행진 (Sad March)） | Elaine | 5:25 |

- Part.3（發行日期：2018年7月22日）

| 曲序 | 曲目                                                  | 演唱   | 时长 |
| ---- | ----------------------------------------------------- | ------ | ---- |
| 1.   | 沒有眼淚的日子（눈물 아닌 날들 (Days Without tears)） | 金倫我 | 3:50 |

- Part.4（發行日期：2018年7月29日）

| 曲序 | 曲目         | 演唱   | 时长 |
| ---- | ------------ | ------ | ---- |
| 1.   | 聲音（소리） | 李秀賢 | 4:55 |

- Part.5（發行日期：2018年8月3日）

| 曲序 | 曲目                | 演唱      | 时长 |
| ---- | ------------------- | --------- | ---- |
| 1.   | Good Day（좋은 날） | MeloMance | 5:32 |

- Part.6（發行日期：2018年8月6日）

| 曲序 | 曲目                     | 演唱            | 时长 |
| ---- | ------------------------ | --------------- | ---- |
| 1.   | My Home（Eugene's Song） | Savina & Drones | 4:20 |

- Part.7（發行日期：2018年8月12日）

| 曲序 | 曲目                                      | 演唱   | 时长 |
| ---- | ----------------------------------------- | ------ | ---- |
| 1.   | 化為風（바람이 되어 (Becoming The Wind)） | 夏賢尚 | 4:43 |

- Part.8（發行日期：2018年8月13日）

| 曲序 | 曲目                        | 演唱 | 时长 |
| ---- | --------------------------- | ---- | ---- |
| 1.   | 異鄉人（이방인 (Stranger)） | 朴元 | 3:53 |

- Part.9（發行日期：2018年8月19日）

| 曲序 | 曲目                             | 演唱  | 时长 |
| ---- | -------------------------------- | ----- | ---- |
| 1.   | Shine Your Star（Prod. by ZICO） | O3ohn | 3:36 |

- Part.10（發行日期：2018年8月26日）

| 曲序 | 曲目  | 演唱     | 时长 |
| ---- | ----- | -------- | ---- |
| 1.   | AND I | NU'EST W | 3:54 |

- Part.11（發行日期：2018年9月2日）

| 曲序 | 曲目                                           | 演唱   | 时长 |
| ---- | ---------------------------------------------- | ------ | ---- |
| 1.   | See You Again（Feat. Richard Yongjae O'Neill） | 白智榮 | 3:48 |

- Part.12（發行日期：2018年9月9日）

| 曲序 | 曲目                                                       | 演唱   | 时长 |
| ---- | ---------------------------------------------------------- | ------ | ---- |
| 1.   | 如花火般美麗（불꽃처럼 아름답게 (Like a Beautiful Flame)） | 申昇勳 | 4:30 |

- Part.13（發行日期：2018年9月16日）

| 曲序 | 曲目                    | 演唱            | 时长 |
| ---- | ----------------------- | --------------- | ---- |
| 1.   | 情人（정인 (Paramour)） | 世正（gugudan） | 3:55 |

- Part.14（發行日期：2018年9月23日）

| 曲序 | 曲目           | 演唱 | 时长 |
| ---- | -------------- | ---- | ---- |
| 1.   | If You Were Me | Ben  | 4:24 |

- Part.15（發行日期：2018年9月30日）

| 曲序 | 曲目                      | 演唱   | 时长 |
| ---- | ------------------------- | ------ | ---- |
| 1.   | 怎麼能忘記（어찌 잊으오） | 黃致列 | 4:42 |

## 收視率
| 集數       | 播出日期   | AGB收視率        | AGB收視率      |
| 集數       | 播出日期   | 大韓民國（全國） | 首爾（首都圈） |
| ---------- | ---------- | ---------------- | -------------- |
| 1          | 2018/07/07 | 8.852%           | 10.636%        |
| 2          | 2018/07/08 | 9.691%           | 11.511%        |
| 3          | 2018/07/14 | 10.082%          | 12.386%        |
| 4          | 2018/07/15 | 10.567%          | 11.865%        |
| 5          | 2018/07/21 | 10.835%          | 12.717%        |
| 6          | 2018/07/22 | 11.713%          | 13.481%        |
| 7          | 2018/07/28 | 11.114%          | 12.563%        |
| 8          | 2018/07/29 | 12.330%          | 13.912%        |
| 9          | 2018/08/04 | 11.695%          | 12.763%        |
| 10         | 2018/08/05 | 13.534%          | 15.400%        |
| 11         | 2018/08/11 | 12.792%          | 14.227%        |
| 12         | 2018/08/12 | 13.399%          | 15.378%        |
| 13         | 2018/08/18 | 13.327%          | 15.576%        |
| 14         | 2018/08/19 | 15.626%          | 18.126%        |
| 15         | 2018/08/25 | 12.893%          | 14.686%        |
| 16         | 2018/08/26 | 15.023%          | 17.370%        |
| 17         | 2018/09/01 | 7.694%           | 8.140%         |
| 18         | 2018/09/02 | 14.722%          | 16.387%        |
| 19         | 2018/09/08 | 14.114%          | 14.775%        |
| 20         | 2018/09/09 | 16.500%          | 18.178%        |
| 21         | 2018/09/15 | 14.280%          | 16.013%        |
| 22         | 2018/09/16 | 16.588%          | 18.749%        |
| 23         | 2018/09/29 | 15.419%          | 17.272%        |
| 24         | 2018/09/30 | 18.129%          | 21.828%        |
| 平均收視率 | 平均收視率 | 12.955%          | 14.747%        |
| 特輯1      | 2018/06/29 | 1.425%           | 1.755%         |
| 特輯2      | 2018/09/22 | 8.937%           | 9.404%         |

- 收視最低的集數以藍色表示，收視最高的集數以紅色表示，而空格則表示該集的收視沒有相關數據。

## 同期競爭作品
週六時段劇集
- SBS 週末特別計劃劇：《Secret Mother》、《如果是她的話》
- MBC 週末特別計劃連續劇：《離別已別離》、《捉迷藏》

週末時段劇集
- KBS2 週末連續劇：《一起生活吧》、《我唯一的守護者》

週日時段劇集
- MBC 週末連續劇：《富家公子》

## 話題性
電視劇部分
| 日期     | 佔有率 | 排名 | 備註       |
| -------- | ------ | ---- | ---------- |
| 6月第4週 | 8.25%  | 3    | 開播前一週 |
| 7月第1週 | 14.33% | 2    |            |
| 7月第2週 | 16.27% | 2    |            |
| 7月第3週 | 16.18% | 1    |            |
| 7月第4週 | 13.94% | 2    |            |
| 8月第1週 | 18.27% | 1    |            |
| 8月第2週 | 18.47% | 1    |            |
| 8月第3週 | 20.13% | 1    |            |
| 8月第4週 | 18.44% | 1    |            |
| 8月第5週 | 19.39% | 1    |            |
| 9月第1週 | 18.99% | 1    |            |
| 9月第2週 | 15.27% | 1    |            |
| 9月第3週 |        | 1    | 本週停播   |
| 9月第4週 | 22.24% | 1    |            |

演員部分
| 日期     | 排名   | 排名   | 排名   | 排名   | 排名   | 備註       |
| 日期     | 李炳憲 | 金泰梨 | 柳演錫 | 金玟廷 | 卞約漢 | 備註       |
| -------- | ------ | ------ | ------ | ------ | ------ | ---------- |
| 6月第4週 | 4      | 5      | 8      | -      | 9      | 開播前一週 |
| 7月第1週 | 4      | 5      | 9      | -      | 8      |            |
| 7月第2週 | 4      | 3      | 6      | -      | 7      |            |
| 7月第3週 | 4      | 3      | 6      | -      | 9      |            |
| 7月第4週 | 4      | 3      | -      | -      | -      |            |
| 8月第1週 | 2      | 1      | 3      | -      | -      |            |
| 8月第2週 | 2      | 1      | 3      | 10     | 9      |            |
| 8月第3週 | 2      | 1      | 3      | -      | 10     |            |
| 8月第4週 | 2      | 1      | 5      | -      | 8      |            |
| 8月第5週 | 2      | 1      | 5      | -      | 6      |            |
| 9月第1週 | 2      | 1      | 5      | -      | 10     |            |
| 9月第2週 | 3      | 1      | 7      | -      | 10     |            |
| 9月第3週 | 3      | 1      | 9      | -      | -      | 本週停播   |
| 9月第4週 | 2      | 1      | 5      | -      | 10     |            |

## 提名&獲獎列表
| 年度   | 頒獎典禮              | 獎項                      | 入圍者             | 結果 |
| 2018年 | 第11屆韓國電視劇節    | 演技大賞                  | 李炳憲             | 提名 |
| 2018年 | 第11屆韓國電視劇節    | 女子新人獎                | 金泰梨             | 提名 |
| 2018年 | 第11屆韓國電視劇節    | 最佳OST獎                 | 金倫我             | 提名 |
| 2018年 | 第6屆APAN Star Awards | 大賞                      | 李炳憲             | 獲獎 |
| 2018年 | 第6屆APAN Star Awards | 年度電視劇賞              | 《陽光先生》       | 獲獎 |
| 2018年 | 第6屆APAN Star Awards | 中篇電視劇 男子優秀演技賞 | 柳演錫             | 提名 |
| 2018年 | 第6屆APAN Star Awards | 女子演技賞                | 金玟廷             | 獲獎 |
| 2018年 | 第6屆APAN Star Awards | 女子新人賞                | 金泰梨             | 獲獎 |
| 2018年 | 第6屆APAN Star Awards | K-Star人氣男演員獎        | 李炳憲             | 提名 |
| 2018年 | 第6屆APAN Star Awards | K-Star人氣女演員獎        | 金玟廷             | 提名 |
| 2018年 | 第6屆APAN Star Awards | K-Star人氣女演員獎        | 金泰梨             | 提名 |
| 2018年 | 第2屆The Seoul Awards | 男子最優秀演技賞          | 李炳憲             | 獲獎 |
| 2018年 | 第2屆The Seoul Awards | 男子助演賞                | 柳演錫             | 獲獎 |
| 2018年 | 第2屆The Seoul Awards | 女子新人賞                | 金泰梨             | 提名 |
| 2018年 | 第3屆亞洲明星盛典     | 演員部門大賞              | 李炳憲             | 獲獎 |
| 2018年 | 第3屆亞洲明星盛典     | 演員部門年度藝人          | 李炳憲             | 獲獎 |
| 2018年 | 第3屆亞洲明星盛典     | AAA Fabulous獎            | 李炳憲             | 獲獎 |
| 2018年 | 第3屆亞洲明星盛典     | Best Actor獎              | 柳演錫             | 獲獎 |
| 2018年 | 第3屆亞洲明星盛典     | 韓國觀光公社感謝牌        | 李炳憲             | 獲獎 |
| 2018年 | 第3屆亞洲明星盛典     | 演員部門男子人氣獎        | 李炳憲             | 提名 |
| 2018年 | 第3屆亞洲明星盛典     | 演員部門男子人氣獎        | 柳演錫             | 提名 |
| 2018年 | 第3屆亞洲明星盛典     | 演員部門女子人氣獎        | 金泰梨             | 提名 |
| 2019年 | 第55屆百想藝術大獎    | 電視劇作品獎              | 《陽光先生》       | 提名 |
| 2019年 | 第55屆百想藝術大獎    | 導演獎                    | 李應福             | 提名 |
| 2019年 | 第55屆百想藝術大獎    | 男子最優秀演技獎          | 李炳憲             | 獲獎 |
| 2019年 | 第55屆百想藝術大獎    | 女子最優秀演技獎          | 金泰梨             | 提名 |
| 2019年 | 第55屆百想藝術大獎    | 男子配角獎                | 柳演錫             | 提名 |
| 2019年 | 第55屆百想藝術大獎    | 女子配角獎                | 金玟廷             | 提名 |
| 2019年 | 第55屆百想藝術大獎    | 劇本獎                    | 金銀淑             | 提名 |
| 2019年 | 第55屆百想藝術大獎    | 藝術獎                    | 金素延（美術）     | 提名 |
| 2019年 | 第55屆百想藝術大獎    | 藝術獎                    | 李勇燮（視覺效果） | 提名 |
| 2019年 | 第55屆百想藝術大獎    | 男子Vlive人氣獎           | 李炳憲             | 提名 |
| 2019年 | 第55屆百想藝術大獎    | 男子Vlive人氣獎           | 柳演錫             | 提名 |
| 2019年 | 第55屆百想藝術大獎    | 女子Vlive人氣獎           | 金泰梨             | 提名 |

## 記事
- 此劇於第18集35分54秒所出現的木製地球儀上將當時1905年《乙巳條約》時代背景的大清帝國領土標示為中華人民共和國，劇情開頭時代背景設定為大韓帝國時期約1871至1907年，這個時期中國大陸仍屬大清帝國，並非中華民國或中華人民共和國，道具組使用依照中華人民共和國法規出口外銷的地球儀造成篡改中國歷史的錯誤。[7]
- 此劇為李炳憲自2009年出演《IRIS》後時隔8年回歸小螢幕的電視劇。

## 備註
1. ↑  正撞2018年亞洲運動會男足決賽＋日韓比賽＋孫興慜免除兵役的轉播

## 外部連結
- 韓國tvN官方網站 （页面存档备份，存于）

| tvN 週末劇                                | tvN 週末劇                                   | tvN 週末劇 |
| ----------------------------------------- | -------------------------------------------- | ---------- |
|                                           | 陽光先生 （2018年7月7日 - 2018年9月30日）    |            |
| 武法律師 （2018年5月12日 - 2018年7月1日） | Nine Room （2018年10月6日 - 2018年11月25日） |            |